# Hyssura vimsae
Hyssura vimsae là một loài chân đều trong họ Hyssuridae. Loài này được Kensley miêu tả khoa học năm 1978.